# Kulturhaus Pritzwalk

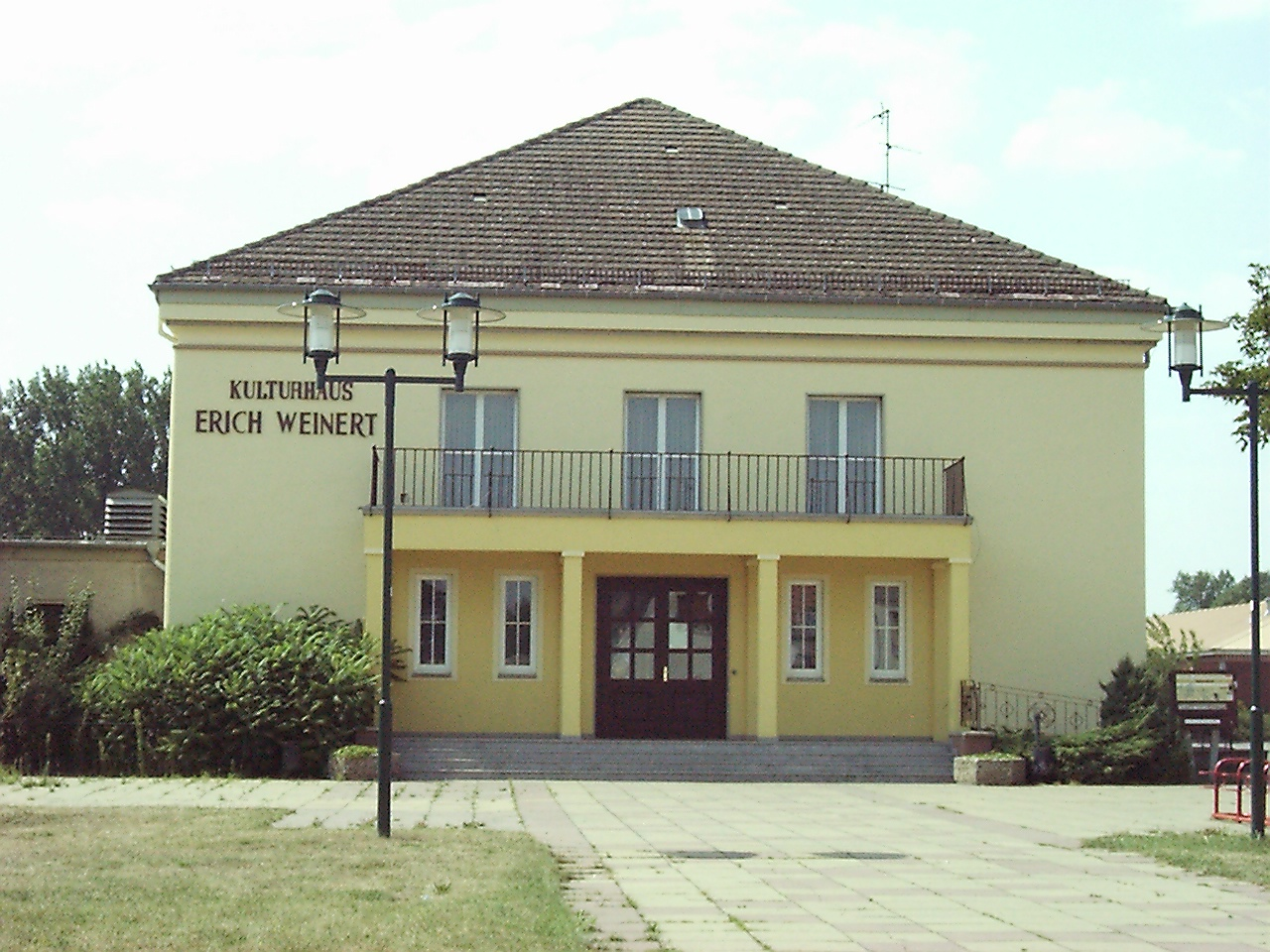
Kulturhaus Pritzwalk, 2008

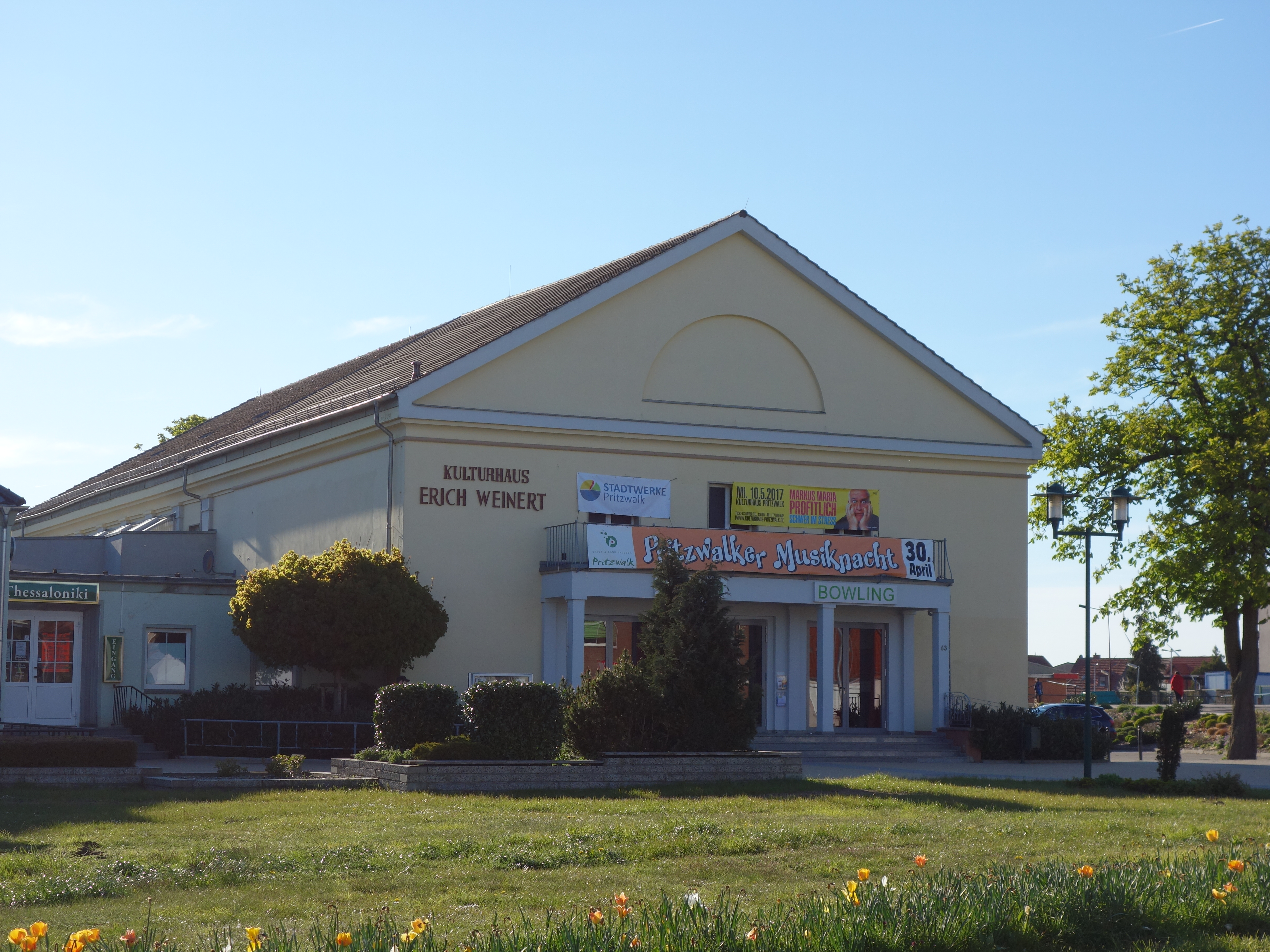
Kulturhaus Pritzwalk, 2017

Das Kulturhaus Pritzwalk, auch Kulturhaus „Erich Weinert“, ist das kulturelle Veranstaltungszentrum der Stadt Pritzwalk in städtischem Besitz und wurde am 21. April 1959 im Stil des Sozialistischen Klassizismus errichtet und zunächst mit einer festen Bestuhlung als Kinosaal eröffnet. Im Laufe der Jahre erfolgte eine Umgestaltung, so dass der Saal für die unterschiedlichsten Veranstaltungen genutzt werden konnte.
Heute bietet das Kulturhaus einen großen Saal und eine Bar für unterschiedlichste Veranstaltungen, ein modernisiertes Kino mit 102 Plätzen und eine Bowlingbahn. Seit Ende 2020 wird das Kulturhaus mit Landesmitteln barrierefrei und energetisch saniert.
Das Programmspektrum reicht von Theaterveranstaltungen, Buchlesungen, Familienabenden, Vereinsfesten bis zu Tanz- und Schulveranstaltungen.

## Geschichte
Das Gebäude entstand in einer Zeit, in der in der DDR flächendeckend eine große Zahl von Gesellschafts- und Versorgungsneubauten unterschiedlichster Funktionen und Arten im Rahmen des nationalen Aufbauwerks der DDR entstanden. Der Beschluss zum Bau des Kulturhauses wurde 1955 gefasst. Der Hauptinitiator des Projektes war der erste Stellvertreter des Rates der Stadt Herr Frick. Die Grundsteinlegung erfolgte 1956, doch die Senkung des Fundaments führte zum Abbruch des Baus und zur Neuprojektierung. Zeitgleich wurde in Pritzwalk auch die Freilichtbühne (1959) oder auch das Sportstadion (1955) errichtet. Kulturhäuser waren in der DDR fast in jedem größeren Ort vorhanden und oftmals Mittelpunkt des städtischen Lebens. Errichtet wurde das Gebäude mit der Unterstützung der Einwohner von Pritzwalk, die – zeit- und landestypisch – verschiedenste unentgeltliche Arbeits- und Sachleistungen beisteuerten, da die Ressourcen knapp waren. 1955 hatte sich die Gemeinde Kuhbier verpflichtet, Sammelsteine für den Kulturhausbau zu liefern. Der HO-Kreisbetrieb und die Belegschaft des VEB Tischlerei Pritzwalk als auch alle anderen großen Betriebe und LPGs der Region hatten Anteil an dem Projekt. Das Damenschneiderhandwerk verpflichtete sich zum Beispiel, die Gardinen und Vorhänge kostenlos zu nähen. Im Kreisplan von 1959 waren für die Fertigstellung des Kulturhauses 205,7 TDM an Investitionsmittel eingestellt worden. Eröffnet wurde das Kulturhaus am 21. April 1959 im Beisein von Li Weinert, der Witwe des 1953 verstorbenen Dichters Erich Weinert. Um 1960 enthielt das Haus einen großen Saal für 428 Personen, Klubräume, eine Lesestube mit Bibliothek und einen großen Schankraum. Kinofilme wurden fortan in Pritzwalk im Klubhaus nebst anderen Lichtspiellokalitäten wie der Freilichtbühne oder im Capitol gezeigt. Häufig gastierten in den 1960er Jahren auf Basis von Gastspielverträgen das Ensemble des Hans-Otto-Theaters aus Potsdam und des Landestheaters Parchim im Kulturhaus. Es sollten zum Anfang mindestens zwei Theaterveranstaltungen pro Monat stattfinden. Später kamen Gastauftritte anderer Theater dazu. Besonders gefragt waren die Karten für die Weihnachtsaufführungen. Fünf- bis sechsmal im Jahr fanden Musikveranstaltungen aller Sparten statt. In den ersten 10 Jahren nach der Eröffnung kamen jährlich bis zu 70.000 Besucher zu den Veranstaltungen. Danach waren es bis zum Jahr 1989 im Schnitt noch 30.000 Besucher je Jahr.
Die Trägerschaft des Kulturhauses befand sich zunächst beim Kreis Pritzwalk. Mit der Einführung einer losen Bestuhlung im Saal um 1970 ergaben sich neue Möglichkeiten. Tanzveranstaltungen konnten fortan durchgeführt werden. Verschiedene Arbeitsgemeinschaften hatten in den 1980er Jahren ihre Heimstatt im Haus. Es gab Sporttanzgruppen, Volkstanzgruppen, Mal- und Zeichenzirkel, Popgymnastik und einen Textilzirkel. Numismatiker und Philatelisten führten ebenso dort ihre Veranstaltungen durch. Das Haus diente für Jugendweihefeiern ebenso wie den Musterungen zum Wehrdienst.
Am 27. Oktober 1989 kam es im Kulturhaus Pritzwalk zwischen den Bürgern und den Abgeordneten der Stadt und des Kreises zu einer zweistündigen Diskussion, vor allem zu den Themen Handel und Versorgung, Wohnungsbau in Pritzwalk, Jugendarbeit sowie die führende Rolle der SED. Die Situation im Kulturhaus wurde in der Presse als angespannt beschrieben, auf der einen Seite befanden sich aufgebrachte Pritzwalker Bürger, die kritische Fragen stellten, und auf der anderen Seite überforderte Funktionäre und Mandatsträger, die Rede und Antwort stehen mussten.
Das Kulturhaus blieb in der Trägerschaft der Stadt. Das alternde Ambiente des Kulturhauses als auch das Fehlen eines modernen Kinosaals erschwerten einen wirtschaftlicheren Betrieb des Kulturhauses in den 1990er Jahren. Die Besucherzahlen gingen weiter zurück. 1995 fasste das Kino noch 204 Plätze.
Das Kulturhaus wurde 2002 von der Wohnungsbaugesellschaft Pritzwalk übernommen und es wurden konkrete Umbaupläne vorgestellt und das Gebäude aufwändig modernisiert. Im ersten Bauabschnitt 2003 wurden das Foyer und der große Saal umgestaltet. Des Weiteren wurde im oberen Geschoss ein modernes Kino mit 102 Sitzplätzen eingerichtet. Im zweiten Abschnitt, der 2004 begann, wurde ein kleiner Saal angebaut. Ende 2007 wurde eine moderne Bowlingbahn im Kulturhaus eingeweiht. Die aktuellen Besucherzahlen pro Jahr liegen bei 25.000.